# Ambenay
Ambenay ist eine französische Gemeinde mit 551 Einwohnern (Stand 1. Januar 2022) im Département Eure in der Region Normandie (vor 2016 Haute-Normandie); sie gehört zum Arrondissement Bernay und zum Kanton Breteuil. Die Einwohner werden Ambenaysiens genannt.

## Geographie
Ambenay liegt etwa 32 Kilometer südwestlich von Évreux am Risle. Umgeben wird Ambenay von den Nachbargemeinden Neaufles-Auvergny im Norden, Les Baux-de-Breteuil im Osten und Nordosten, Bois-Arnault im Süden, Rugles im Süden und Südwesten, Saint-Antonin-de-Sommaire im Westen und Südwesten sowie Les Bottereaux im Westen und Nordwesten.

## Bevölkerungsentwicklung
| Jahr                      | 1962 | 1968 | 1975 | 1982 | 1990 | 1999 | 2006 | 2013 |
| Einwohner                 | 475  | 502  | 535  | 471  | 512  | 465  | 490  | 584  |
| Quelle: Cassini und INSEE |      |      |      |      |      |      |      |      |

## Sehenswürdigkeiten

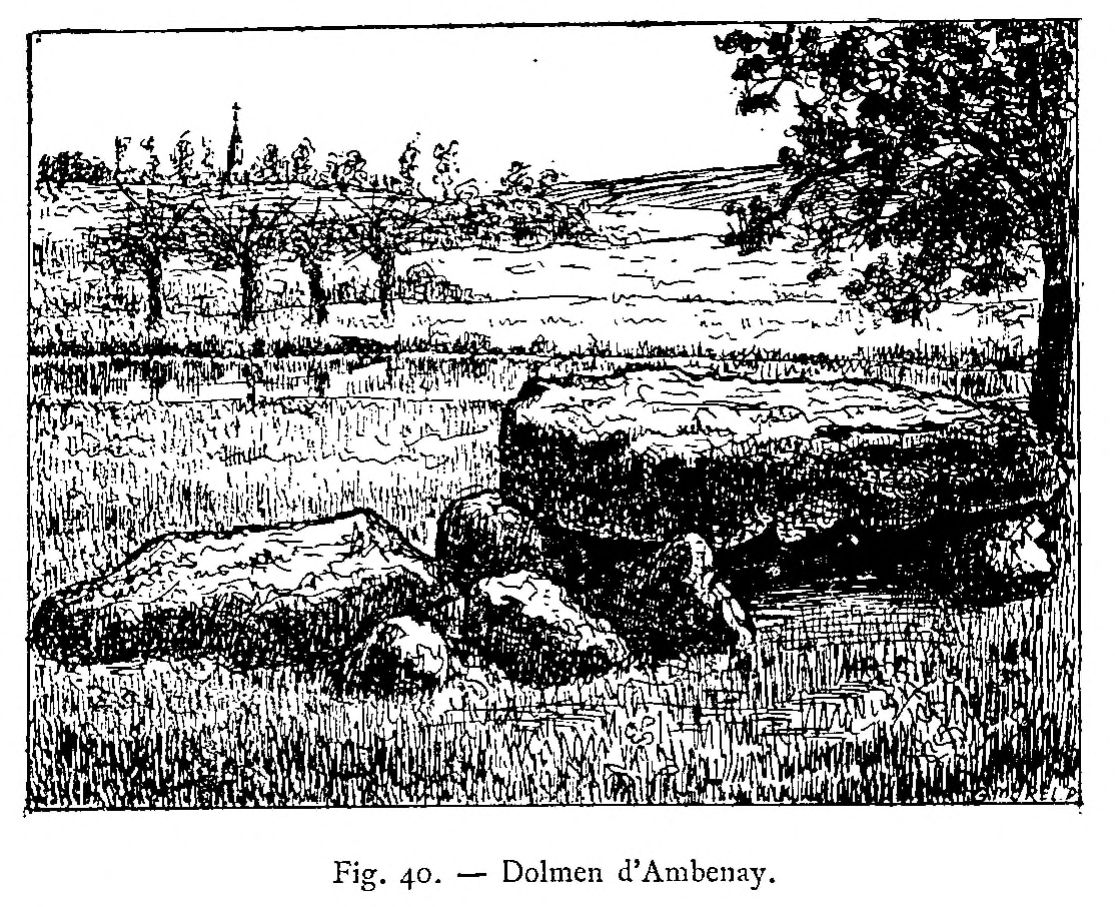
Dolmen von Rugles nach Desloges – 1902

- Dolmen von Rugles, seit 1900 Monument historique
- Kirche Saint-Martin aus dem 15. Jahrhundert, seit 1926 Monument historique

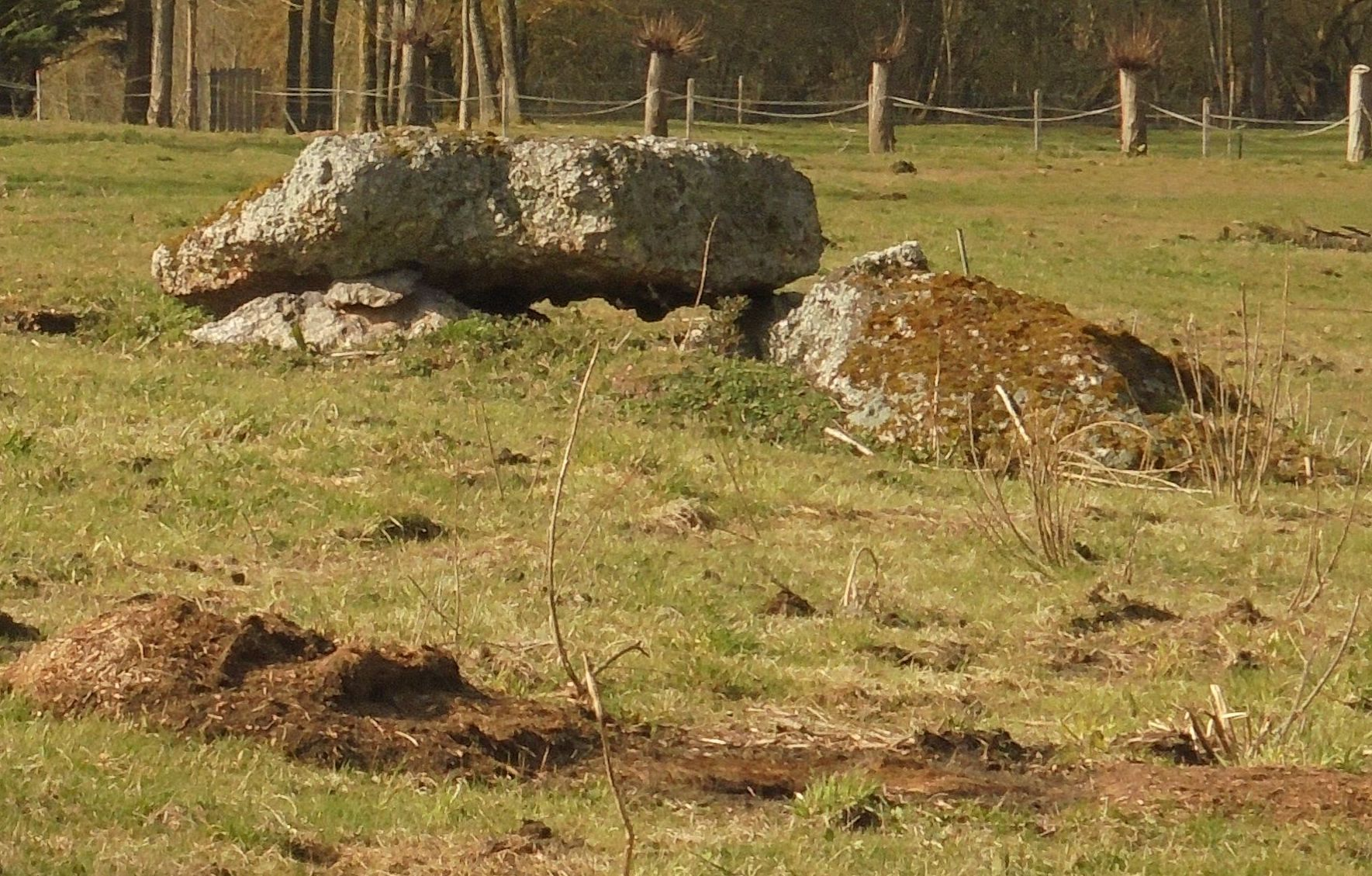
Dolmen
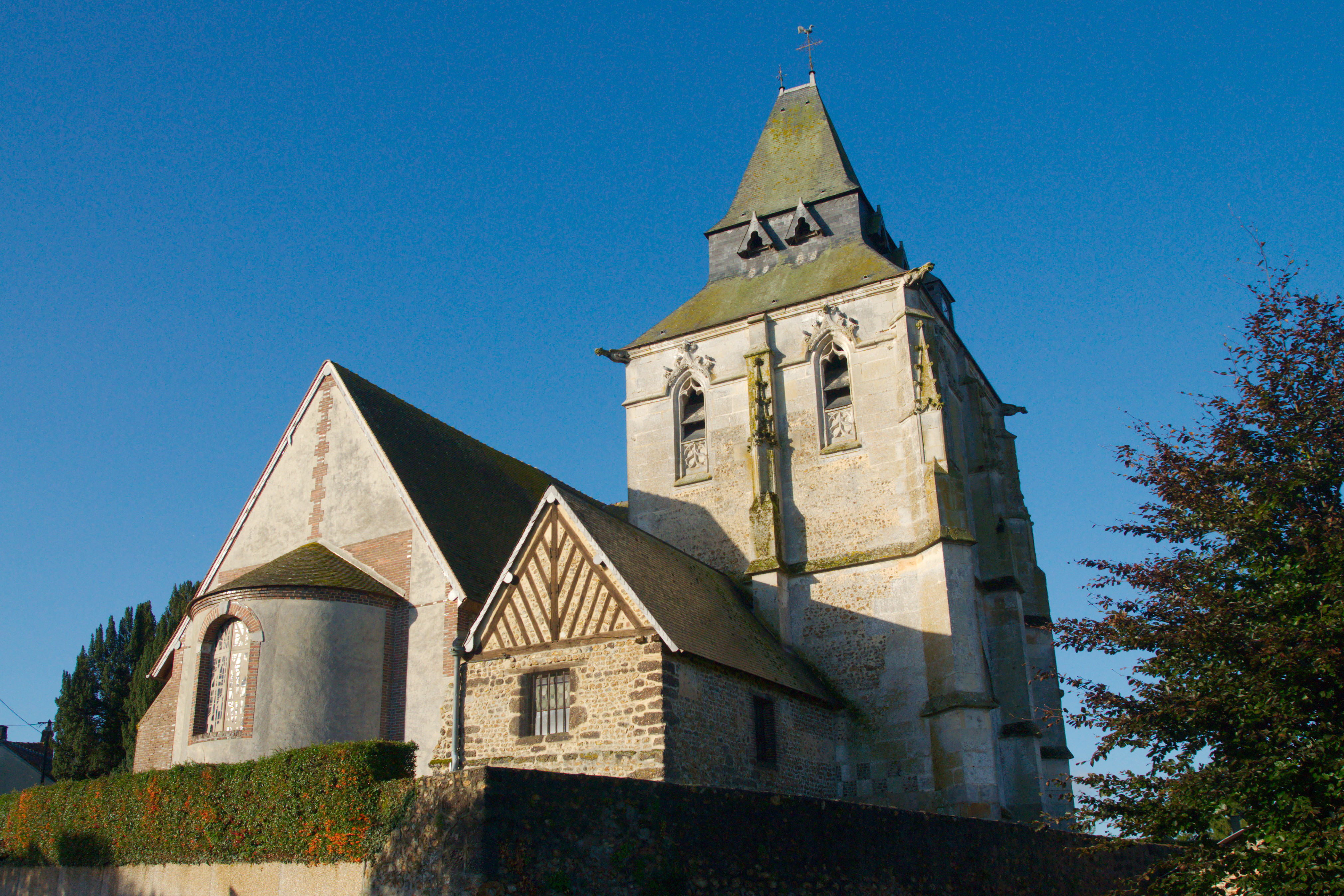
Kirche Saint-Martin